# Zhaozhou Congshen
Zhaozhou Congshen (chinês: 趙州從諗, pinyin: Zhàozhōu Cōngshěn, Wade–Giles: Chao-chou Ts'ung-shen'; em japonês:  趙州従諗, transl. Jōshū Jūshin, 778-897) foi um monge zen budista chinês.